# Tongaans
Tongaans (faka-Tonga) is een Austronesische taal die wordt gesproken op de eilanden van Tonga. Het heeft ongeveer 100.000 sprekers en is de officiële taal van het koninkrijk. De structuur van de zin is de VSO-volgorde.

## Verwante talen
Tongaans is een van de vele talen binnen de Polynesische tak van de Austronesische talen, samen met onder andere Hawaïaans, Maori, Samoaans en Tahitiaans.
Het woord "taboe" is een leenwoord uit het Tongaans.

## Lettergrepen
- Iedere lettergreep heeft exact één klinker. Het aantal lettergrepen in een woord is dus gelijk aan het aantal klinkers dat het woord heeft.
- Iedere lettergreep mag niet meer dan 1 medeklinker hebben.
- Combinaties van medeklinkers zijn niet mogelijk. Ng valt niet onder deze regel, aangezien het een (1) klank is.
- Iedere lettergreep moet op een klinker eindigen.
- De nadruk valt gewoonlijk op de voorlaatste lettergreep van een woord met twee of meer lettergrepen. Het kan onder bepaalde omstandigheden echter verschoven worden naar een andere lettergreep: De meest voorkomende reden is dat er een lange klinker is die de nadruk moet krijgen.

## Onderverdeling in talen
- Taal voor de Koning
- Taal voor de Hou'eiki (de edelen)
- Taal voor het Volk